# Ursula Vernon
Ursula Vernon (Japan, 28 mei 1977) is een Amerikaanse schrijfster en illustratrice van fantasy sciencefiction en horror voor zowel kinderen als volwassenen. Ze won hiervoor onder meer vier Hugo Awards, drie Mythopoeic Awards, twee Locus Awards en twee Nebula Awards. Vernon schrijft onder haar eigen naam voor jonge lezers en doorgaans als T. Kingfisher voor volwassenen.

## Biografisch
Vernon werd geboren in Japan, waar haar familie destijds verbleef voor militaire werkzaamheden. Om diezelfde reden verhuisde ze in haar jeugd regelmatig en woonde ze in die tijd ook in Europa, Azië en het Midden-Oosten. Ze groeide desondanks voornamelijk op in in Oregon en Minnesota in de Verenigde Staten. Vernon studeerde antropologie aan het Macalester College in Saint Paul. Hier ging ze ook tekenlessen volgen.
Vernon vergaarde bekendheid met haar webcomic Digger, over een eigenwijze antropomorfe wombat die zich bij toeval naar een magische locatie graaft en op zoek gaat naar een manier om zijn soortgenoten terug te vinden. Ze maakte deze serie van maart 2003 tot en met maart 2011 en won hiervoor onder meer een Hugo Award en een Mythopoeic Award.
Vernon begon in 2008 met het schrijven en illustreren van kinderboeken en bracht in 2009 het eerste deel in de Dragonbreath-serie uit. Na het schrijven van haar eerste fantasyboek voor volwassenen, creëerde ze in 2013 het pseudoniem T. Kingfisher. Dit deed ze onder meer om ervoor te zorgen dat de kopers van haar kinderboeken niet per ongeluk de verkeerde boeken kochten. Vernons eerste boek onder dit pseudoniem was Nine Goblins.

### Voor volwassenen
Vernon schreef de volgende boeken voor volwassenen onder haar eigen naam:
- 2004 - It Made Sense at the Time: Selected Sketches.
- 2007 - Black Dogs Part 1: The House of Diamond.
- 2011 - Black Dogs Part 2: The Mountain of Iron.

### Temple of the White Rat-serie
Voor volwassenen, als T. Kingfisher.
- 2017 - Clockwork Boys. Clocktaur War #1.
- 2018 - The Wonder Engine. Clocktaur War #2.
- 2018 - Swordheart.
- 2020 - Paladin's Grace. The Saint of Steel #1.
- 2021 - Paladin's Strength. The Saint of Steel #2.
- 2021 - Paladin's Hope. The Saint of Steel #3.
- 2023 - Paladin's Faith. The Saint of Steel #4

### Sworn Soldier-serie
Voor volwassenen, als T. Kingfisher.
- 2022 - What Moves The Dead. (Locus Award)
- 2024 - What feasts at night

### Overig
Voor volwassenen, als T. Kingfisher.
- 2013 - Nine Goblins
- 2014 - The Seventh Bride
- 2015 - Bryony & Roses
- 2016 - The Raven & The Reindeer
- 2016 - Summer in Orcus
- 2017 - The Halcyon Fairy Book
- 2019 - Minor Mage
- 2019 - The Twisted Ones
- 2020 - A Wizard's Guide to Defensive Baking (Locus Award, Mythopoeic Award)
- 2020 - The Hollow Places
- 2022 - Nettle & Bone (Hugo Award, Nebula Award)
- 2022 - Illuminations
- 2023 - A House with Good Bones
- 2023 - Thornhedge

Vernon schreef en illustreerde de kinderboekenseries Dragonbreath en Hamster Princess onder haar eigen naam.

### Dragonbreath-serie
- 2009 - Dragonbreath
- 2010 - Dragonbreath: Attack of the Ninja Frogs.
- 2010 - Dragonbreath: Curse of the Were-Weiner.
- 2011 - Dragonbreath: Lair of the Bat Monster.
- 2011 - Dragonbreath: No Such Thing as Ghosts.
- 2012 - Dragonbreath: Revenge of the Horned Bunnies.
- 2012 - Dragonbreath: When Fairies Go Bad.
- 2013 - Dragonbreath: Nightmare of the Iguana.
- 2013 - Dragonbreath: The Case of the Toxic Mutants.
- 2015 - Dragonbreath: Knight-napped!
- 2016 - Dragonbreath: The Frozen Menace.

### Hamster Princess-serie
- 2015 - Hamster Princess: Harriet the Invincible.
- 2016 - Hamster Princess: Of Mice and Magic.
- 2016 - Hamster Princess: Ratpunzel.
- 2017 - Hamster Princess: Giant Trouble.
- 2018 - Hamster Princess: Whiskerella.
- 2018 - Hamster Princess: Little Red Rodent Hood.

### Overige kinderboeken
- 2008 - Nurk: The Strange Surprising Adventures Of A (Somewhat) Brave Shrew.
- 2015 - Castle Hangnail (Mythopoeic Award)